# Americanismo (lingüística)
En lengua, se llama americanismo a

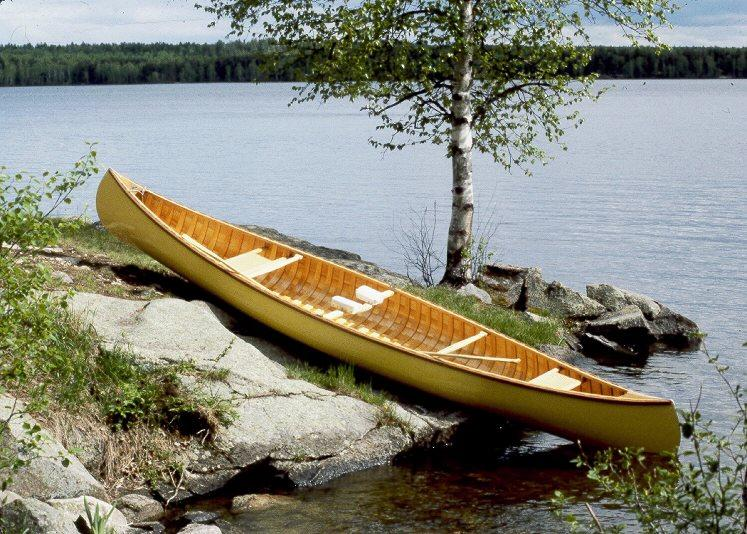
La palabra "canoa" es el primer americanismo incorporado al idioma español.

- la expresión que, empleada en un idioma que no es originario de América, está tomada de uno que sí es de allí; es un tipo de extranjerismo.
- la expresión de un idioma ajeno a América acuñada por sus hablantes en ese continente.

En el idioma español, un caso especial de americanismo es el estadounidismo: es la expresión que proviene del inglés tal como se habla en los Estados Unidos, como son las palabras básquetbol, jungla, flipar y Óscar (referido al premio cinematográfico), o como se habla en el Canadá. En su diccionario de americanismos, la ASALE recoge unas 70 000 voces, lexemas complejos, frases y locuciones y un total de 120 000 acepciones.

## Los americanismos en el idioma español
Desde el año 1492, con la llegada a América de Cristóbal Colón y sus hombres, hubo un intenso intercambio cultural por el que las lenguas indígenas se enriquecieron con vocablos castellanos y el castellano incorporaba cierto número de nuevos vocablos de las lenguas indígenas sin correspondencia en el Viejo Mundo, ya que designaban fenómenos atmosféricos (huracán), animales (jaguar, cocuyo, colibrí, tiburón), vegetales (ceiba, batata, tabaco, caoba), objetos (hamaca, canoa), costumbres (barbacoa) e instituciones (cacique) propios de aquellas tierras recién descubiertas. Muchos de esos vocablos pasaron a su vez desde el español al resto de las lenguas europeas.
El primer americanismo incorporado al español es la palabra "canoa", utilizada por Cristóbal Colón el 26 de octubre de 1492 en el Diario del Primer Viaje. El siguiente fragmento es del texto de ese diario tal como fue reconstruido por Bartolomé de las Casas:

Viernes 26 de octubre. Estuvo de las dichas islas de la parte del Sur-. Era todo baxo cinco o seis leguas, surgió por allí. Dixeron los indios que llevaba que avía de ellas a Cuba andadura de día y medio con sus almadías, que son navetas de un madero adonde no llevan vela. Estas son las canoas.

En cuanto a la procedencia de los préstamos, la mayoría de ellos procede de las lenguas ampliamente extendidas que todavía hoy cuentan con un gran número de hablantes: el náhuatl, el quechua, el aymara y el guaraní (junto con otras lenguas tupí-guaraní). Además de estas lenguas, también destacan las lenguas arawak y las lenguas caribes, muy minoritarias hoy en día. Las lenguas mayas, a pesar de su importancia demográfica, aportan relativamente pocos préstamos.[cita requerida]
En cuanto al tipo de léxico aportado, buena parte corresponde a plantas y animales autóctonos de América, y hay también modismos locales o nacionales de uso general en América, sinónimos provenientes de otras lenguas y palabras que designan objetos domésticos, alimentos preparados y conceptos de la organización social de los pueblos indígenas.

## Americanismos provenientes de lenguas indígenas

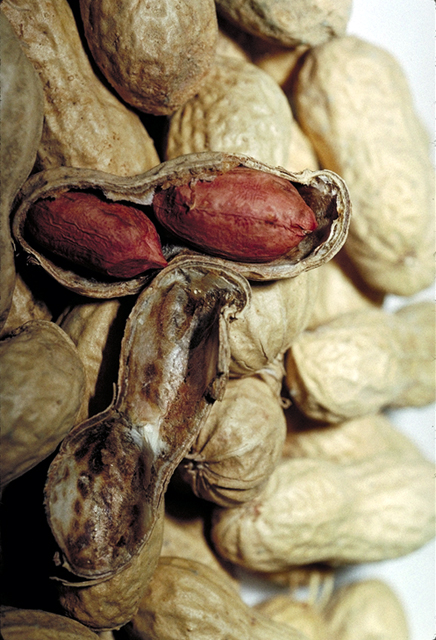
Arachis hypogaea: "maní" (proveniente de la lengua taína) o "cacahuate" (proveniente de la lengua náhuatl).

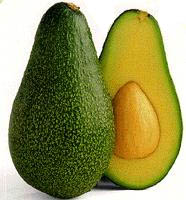
Persea americana: "aguacate" (proveniente de la lengua náhuatl) o "palta" (proveniente de la lengua quechua).

Muchos de los americanismos fueron tomados del idioma taíno, otrora lengua indígena en las Antillas, las primeras tierras colonizadas por los españoles, así como de los idiomas que se hablaban en las grandes civilizaciones americanas precolombinas, principalmente en las civilizaciones azteca, inca y maya.

### Delalgonquino
caribú†Caribú es el nombre de un mamífero salvaje de América del Norte. Proviene del Míkmaq qalipu, "rascador de nieve" y este de qalipi, "pala de nieve", del proto-Algonquino *maka·ripi-
caucus†De uso en Puerto Rico, se refiere a una reunión de los dirigentes que integran la representación de un partido político en una legislatura para concretar la acción que debe ser seguida en el pleno del Congreso según la RAE. Si bien la etimología no es clara, probablemente del Algonquino 'cau´-cau-as´u' que significa consejo o cawaassough que significa consejero u orador.
esquimal†La palabra esquimal deriva de esquimantsic que significa comedor de carne cruda en la lengua de los abenaki. Los esquimales se autodenominan Inuit.
husky†la palabra husky proviene de la deformación de huskemaw, uskemaw (esquimal) que a su vez proviene de la lengua Cree eskie, nombre utilizado para denominar a los esquimales.
tobogán†Llegó al castellano del inglés, que lo tomó del francés tabaganne y este del algonquino  topakan que era un trineo para deslizarse por la nieve.
tótem†
uapití†Ciervo de América del norte. Toma su nombre de wapití, palabra que en la lengua Shawnee significa nalgas blancas, en referencia al color de sus cuartos traseros.

### De laslenguas tupí-guaraní
- - Del guaraní: aí, ananá, cajú, capibara, coatí, inambú, maracayá, ñandú, guaraná, tatú, tamandúa,  yacaré.
  - Del tupinambá: tapioca (< typy ʔók-a) , jaguar (< jawár-a), mandioca (< mani ʔók-a), tucán (< tukán-a) o tapir (< tapi ʔír-a).

### Delmapudungun

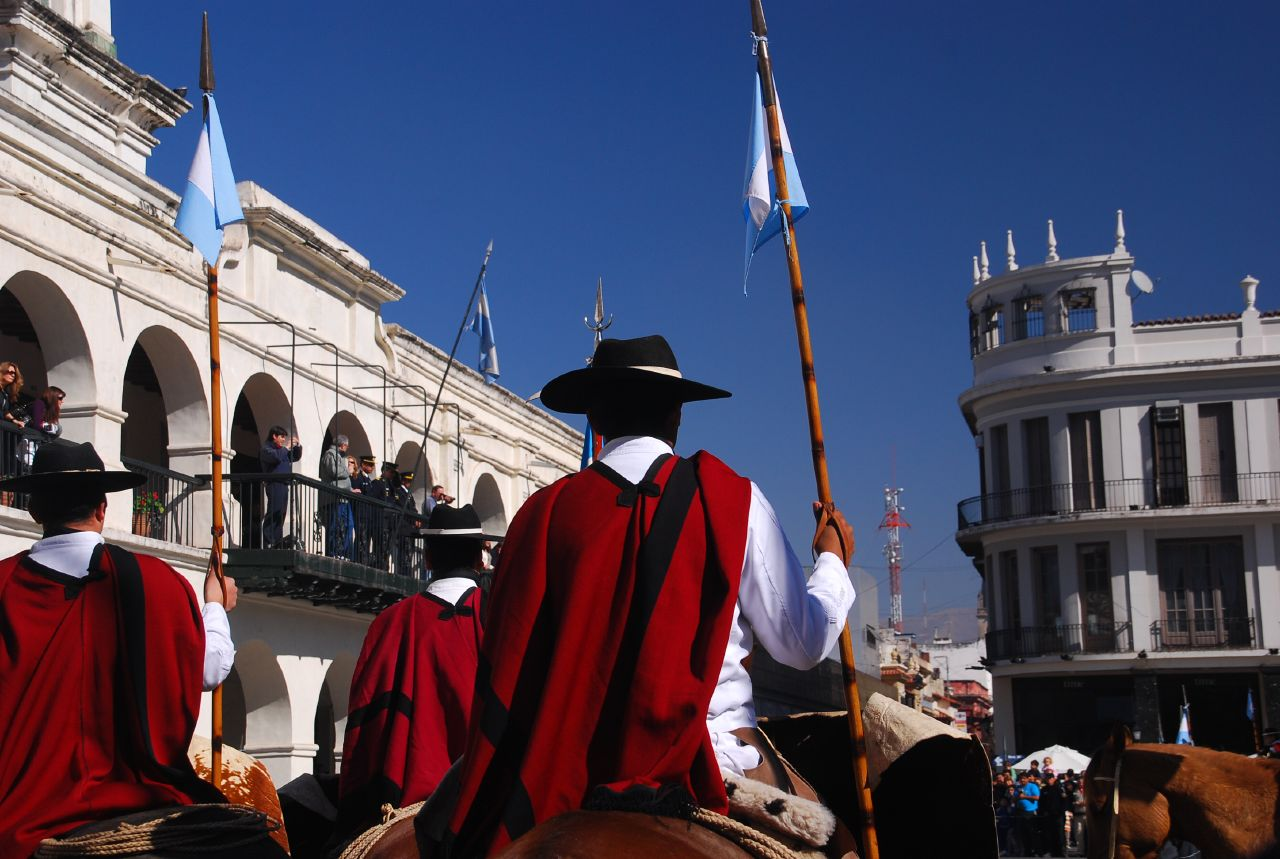
Gauchos desfilando con poncho salteño.

boldo†Deriva del mupudungun voldu que es el nombre del árbol en mapuche.
coipo†Del mapudungun coipu.
lahuán†Nombre de un ciprés de América del Sur. Proviene del mapudungun lawál que significa sobrepasar o superar la muerte, llamado así por su longevidad.
poncho†Deriva del mapudungun pontro, género o tela de lana.

### Delmaya
cenote†depósito de agua. Proviene del maya yucateco tz'onot que significa depósito de agua, pozo o abismo.
cigarro†Deriva del maya siyar.

### Delnáhuatl
De la lengua de los pueblos nahuas, provienen: aguacate, zoquete, petaca, malacate, petate, chocolate, cacao, tomate, coyote, hule, tiza, chicle, cacahuate, chile, cuate, guacamole, jícara, mezcal, milpa, mole, nopal, ocelote, papalote, peyote (véase: nahuatlismo).

### Del quechua

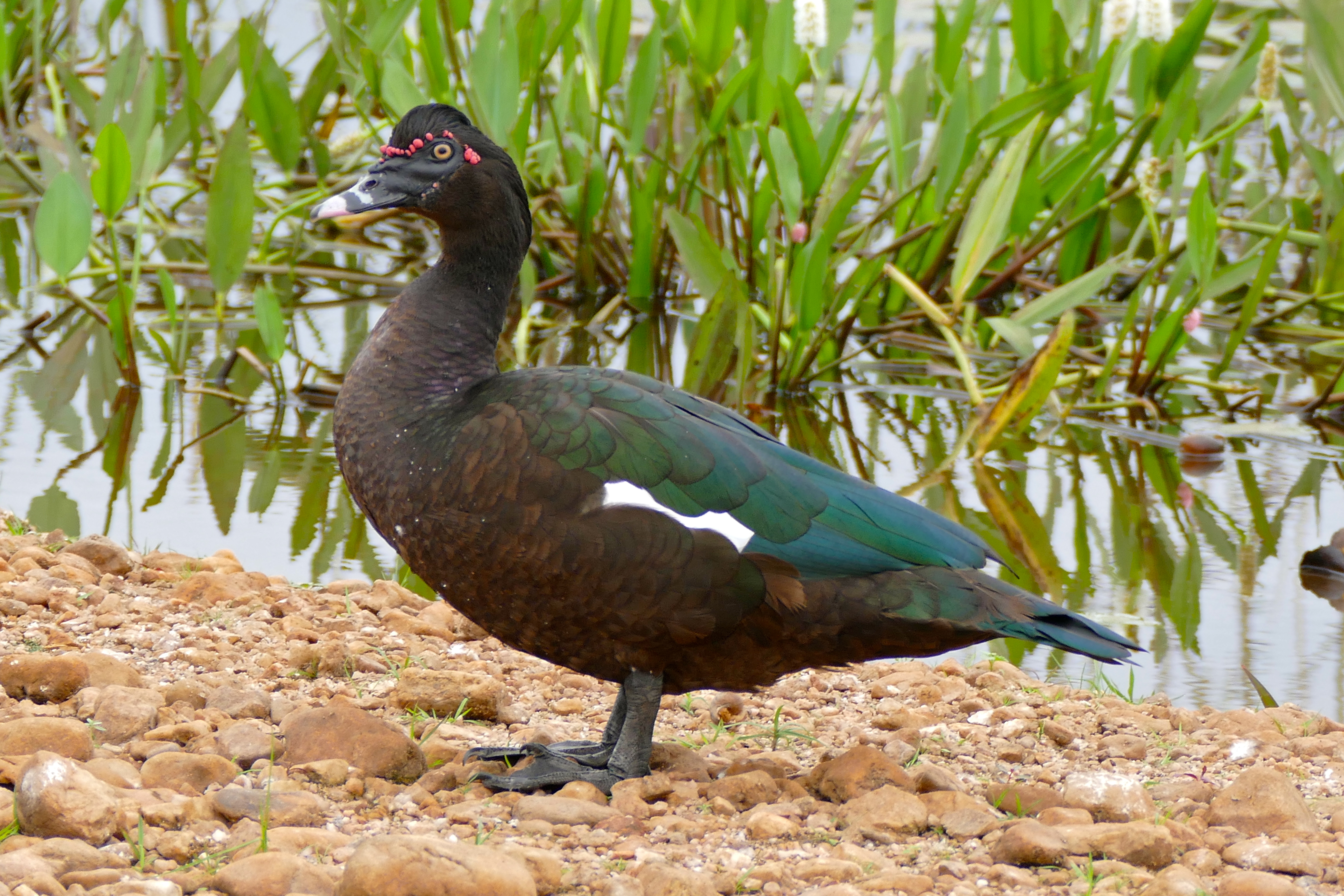
Ñuñuma

Del quechua provienen: 
cancha†
carpa †
caucho †
chirimoya†
choclo†
cóndor†
curaca†
guacho
huaca
huayco
ñuñuma†Ánade americano domesticado por los Incas. Del quechua ñuñuma.
palta
pampa
papa
paujil
poroto
puma†Felino americano. Del quechua puma. El término aparece por primera vez en 1602 en Comentarios reales de los Incas de Garcilaso de la Vega.
puna
quena
quinadel quechua kina.
quinadel quechua kina 'corteza' + -īn(a) quím. 'sustancia'.
quincho
yuyo
zapallo
Vincha
```
(véase: 
quechuismo
)
```

### De laslenguas arawak

#### Delidioma taíno
Del taíno provienen los primeros americanismos introducidos en el castellano
ají
anón
barbacoa
batata
bejuco
bijao
boniato
cacique
canoaderiva del taíno caná-oua, compuesto con canâa cavar, vaciar y ueé árbol.
carey
caimán
caimito
caoba
ceiba
cocuyo
colibrí
comején
Cuba
bahama
daiquiri
enagua
habana
Haití
guajiro
guásimo
guayacán
hamaca
huracán
henequén
iguana
jaba
jagua
jaiba
jején
jíbaro
jobo
macana
macuto
majagua
maguey
manatí
maní
maraca
nasa
nigua
piragua
pitajaya
sabana
tabacopalabra de origen taíno según Bartolomé de Las Casas quien la escuchó a estos indígenas en 1561.

...siempre los hombres con un tizón en las manos, y ciertas hierbas para tomar sus sahumerios, que son unas hierbas secas metidas en una cierta oja, seca también, á manera de mosquete hecho de papel, de los que hacen los muchachos la pascua del Espíritu Santo, y encendido por la una parte del por la otra chupan, ó sorben, ó reciben con el resuello para adentro aquel humo, con el cual se adormecen las carnes y cuasi emborracha, y así, diz que, no sienten el cansancio. Estos mosquetes, ó como los llamaremos, llaman ellos tabacos.

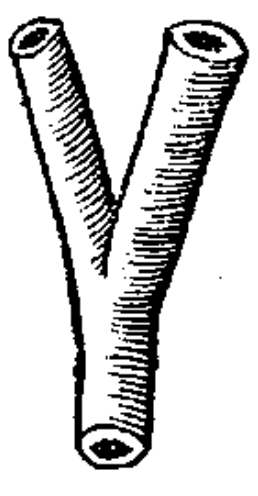
Primera ilustración de la pipa de tabaco, por el cronista Gonzalo Fernández de Oviedo(1535)

Un cronista contemporáneo, Gonzalo Fernández de Oviedo describe el consumo del tabaco en su Historia General de las Indias (1835) como parte de un ritual y describe sus efectos somníferos:

... é tomaban el aliento é humo para si una é dos é tres é mas veçes, quanto lo podían porfiar, hasta que quedaban sin sentido grande espaçio, tendidos en tierra, beodos ó adormidos de un grave é muy pessado sueño... Esta hierva tenían los indios por cosa muy presçiada, y la criaban en sus huertos é labranças, para el efeto que es dicho; dándose á entender que este tomar de aquella hierva é záhumerio no tan solamente les era cosa sana, pero muy sancta cosa...

. 
tiburón
tonina
- Del tehuelche: gualicho (hechizo o diablo).
- De las lenguas caribe: arepa, butaca, caníbal, caribe (< galibi / garibi 'hombre (de etnia caribe)'), catire, curare, guayuco, loro, mico, pecarí, tamarino, totumo

#### Delchibcha

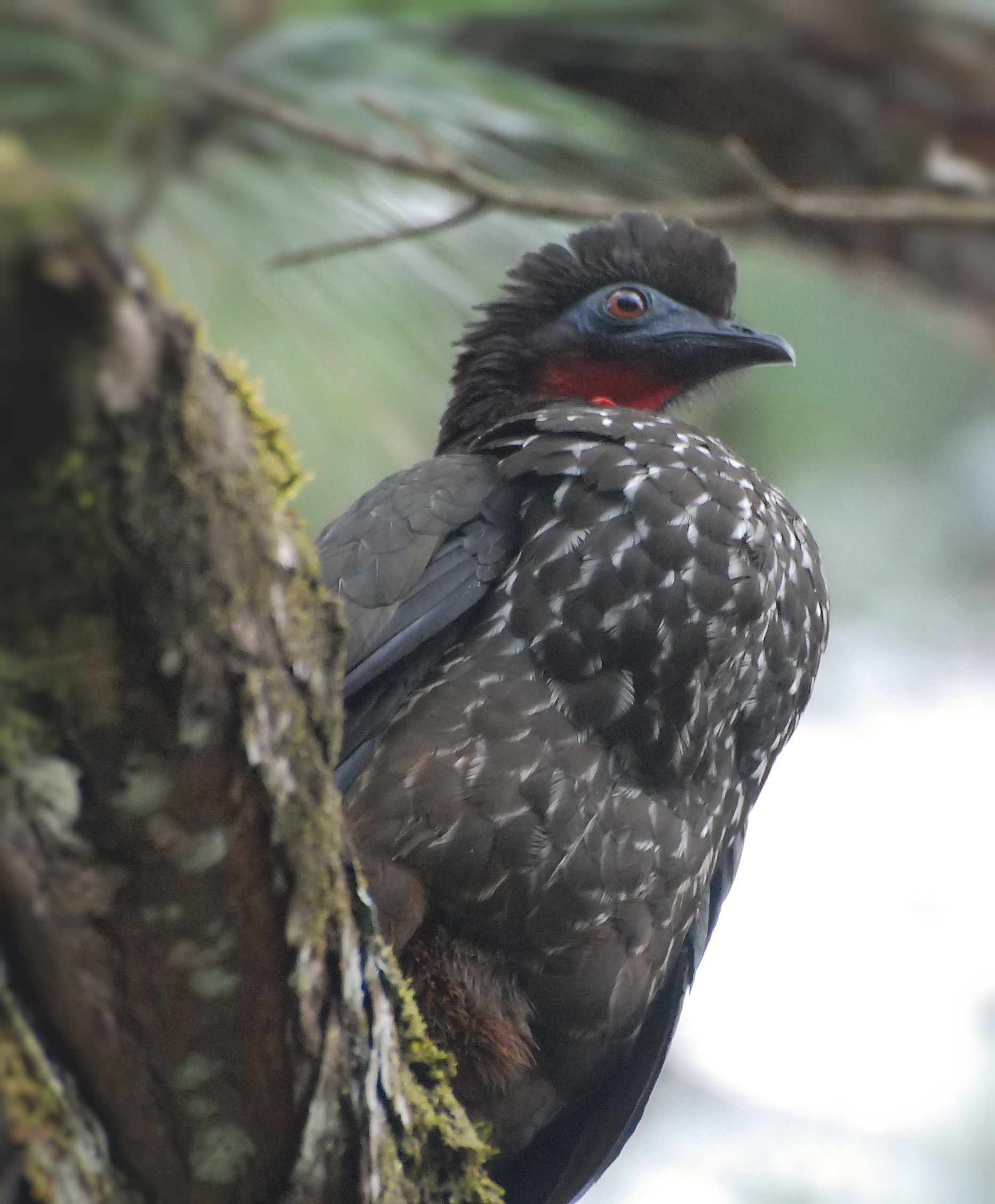
Guan en el volcán Arenal, Costa Rica

bocaracá†
changua†
chaquira
chicha†
guan†Ave americana. Nombre de origen guna.
guache
guaricha
Atarván/Atarbán
Tote

#### De laslenguas esquimo-aleutianas
anorak
iglú
kayak
nanuq

## Americanismos creados en América
- De origen indeterminado: amalaya, vaina (problema), chacarera, chamba (trabajo), charango, chévere.
- Argentina y Uruguay: barrilete (cometa), boludo, chacarera, gambeta, hincha (con el sentido de "persona molesta o importuna”),[7] laburo, parrilla (en autos o bicicletas; con el significado de somier o aquel de "conjunto de alimentos preparados en una parrilla),[7] pibe, tango.
- Colombia: bacano, chimba, compa´e, trolo (problema).
- Ecuador: canguil (palomitas de maíz), bacán, ceviche, chagra, chulla.
- México: mariachi, taco.
- Perú: ceviche, bacán, pisco (bebida alcohólica), cancha (palomitas de maíz).
- Uruguay: botija.
- Venezuela: toche, guarimba, arepa, cachapa, hallaca, mojito, pajúo.